# Hiroši Fušida
Hiroši Fušida (japonsky: 鮒子田 寛, Fušida Hiroši; *10. březen 1946, Kjóto) je bývalý japonský pilot formule 1. V roce 1975 se dvakrát neúspěšně pokusil o start v Grand Prix a to v Grand Prix Nizozemska a Grand Prix Velké Británie pokaždé s vozem Maki.

## Výsledky ve formuli 1
| Legenda k tabulce | Legenda k tabulce                                                                       |
| Barva             | Výsledek                                                                                |
| ----------------- | --------------------------------------------------------------------------------------- |
| Zlatá             | Vítěz                                                                                   |
| Stříbrná          | 2. místo                                                                                |
| Bronzová          | 3. místo                                                                                |
| Zelená            | Bodované umístění                                                                       |
| Modrá             | Nebodované umístění                                                                     |
| Modrá             | Dokončil neklasifikován (NC)                                                            |
| Fialová           | Odstoupil (Ret)                                                                         |
| Červená           | Nekvalifikoval se (DNQ)                                                                 |
| Červená           | Nepředkvalifikoval se (DNPQ)                                                            |
| Černá             | Diskvalifikován (DSQ)                                                                   |
| Bílá              | Nestartoval (DNS)                                                                       |
| Bílá              | Závod zrušen (C)                                                                        |
| Světle modrá      | Pouze trénoval (PO)                                                                     |
| Světle modrá      | Páteční testovací jezdec (TD)                                                           |
| Bez barvy         | Netrénoval (DNP)                                                                        |
| Bez barvy         | Vyřazen (EX)                                                                            |
| Bez barvy         | Nepřijel (DNA)                                                                          |
| Bez barvy         | Odvolal účast (WD)                                                                      |
| Bez barvy         | Nezúčastnil se (prázdné)                                                                |
| Označení          | Význam                                                                                  |
| Tučnost           | Pole position                                                                           |
| Kurzíva           | Nejrychlejší kolo                                                                       |
| †                 | Jezdec nedojel do cíle, ale byl klasifikován, protože odjel více než 90 % délky závodu. |
| ‡                 | Byl udělován poloviční počet bodů, protože bylo odjeto méně než 75 % délky závodu.      |
| Horní index       | Umístění bodujících jezdců ve sprintu                                                   |

| Rok  | 1   | 2   | 3   | 4   | 5   | 6   | 7   | 8       | 9   | 10      | 11  | 12  | 13  | 14  | * | Body |
| ---- | --- | --- | --- | --- | --- | --- | --- | ------- | --- | ------- | --- | --- | --- | --- | - | ---- |
| 1975 | ARG | BRA | JAR | ŠPA | MON | BEL | ŠVE | NED DNS | FRA | GBR DNQ | NĚM | RAK | ITA | USA | - | 0    |